# 东简街道
东简街道是中华人民共和国广东省湛江市麻章区下辖的一个街道办事处。

## 行政区划
东简街道下辖以下村级行政区划单位：
东简村、龙腾村、青南村、奄里村、东南村、龙水村和蔚律村。